# 猫びより
猫びより（ねこびより）とは、辰巳出版から発行（No.64までは日本出版社）されている、ネコの写真を扱った雑誌。2000年6月12日創刊。隔月刊であり、発売日は偶数月の12日であった。増刊号として『ネコまる』が発行されている。
“癒し”をキーワードに、写真家のグラビアやエッセイ、海外トピックス、ユニークな商品情報など、様々な形で「ネコ」の魅力を紹介している。岩合光昭・八二一・新美敬子などが連載を持ち、単に猫の可愛さや魅力だけでなく、日本各地や海外、あるいは普通の街角で生きる猫の暮らしを伝えている。
2000年、日本出版社よりBIKERS STATION7月増刊号として創刊。
2005年、記事中の商品を掲載・販売したECサイト猫びよりショップの運営を開始。
2006年、公式サイトを開設して次号予告、最新号・バックナンバーの記事を紹介。
2012年、No.65（9月号）より発行元出版社を日本出版社から辰巳出版に移管。
2023年から季刊（年４回発行）となる。